# Lillian Faderman
Lillian Faderman (nascida a 1940) é uma professora universitária e investigadora cujos livros sobre relações lésbicas receberam prémios e elogios. Faderman é professora de Inglês na Universidade Estadual da Califórnia em Fresno na Califórnia.

## Prémios
- Stonewall Book Award (1982)
- Lambda Literary Award na categoria Editor's Choice(1992)
- Lambda Literary Award na categoria Antologia (2003)
- Prémio James Brudner da Universidade de Yale pelo seu exemplo académico em Estudos Gay/Lésbicos (2001)
- Prémio Paul Monette
- Publishers Triangle Bill Whitehead Award

## Obras
- Gay L. A.: A History of Sexual Outlaws, Power Politics, And Lipstick Lesbians (2006)
- Naked in the Promised Land: A Memoir (2003)
- To Believe in Women: What Lesbians Have Done For America - A History (1999), ISBN: 0-395-85010-X
- I Begin My Life All Over : The Hmong and the American Immigrant Experience (1998)
- Chloe Plus Olivia: An Anthology of Lesbian Literature from the 17th Century to the Present (1994)
- Odd Girls and Twilight Lovers : A History of Lesbian Life in Twentieth-Century America (1991)
- Scotch Verdict : Miss Pirie and Miss Woods v. Dame Cumming Gordon (1983)
- Surpassing the Love of Men: Romantic Friendship and Love Between Women from the Renaissance to the Present (1981)